# Mistrzostwa Polski w Wioślarstwie 2009
85. Mistrzostwa Polski seniorów w wioślarstwie – odbyły się w Poznaniu w dniach 6–7 czerwca 2009. 
Mistrzostwa zostały rozegrane na Torze Regatowym „Malta”. W imprezie startowało ponad 280 zawodników i zawodniczek. Finały rozgrywano w niedzielę 7 czerwca od godz. 9.30. Równocześnie z mistrzostwami Polski seniorów na Torze Regatowym Malta odbyły się również mistrzostwa PZTW masters.

## Medaliści MP seniorów

### Kobiety
| Konkurencja:                         | Złoto: | Srebro: | Brąz: |
| jedynka (W1x)                        | Julia Michalska (Tryton Poznań) | Magdalena Fularczyk (Tryton Poznań) | Agata Gramatyka (AZS AWF Warszawa) |
| jedynka wagi lekkiej (LW1x)          | Agnieszka Renc (WTW Warszawa) | Ilona Mokronowska (Posnania RBW Poznań) | Sylwia Liskiewicz (AZS AWF Warszawa) |
| dwójka podwójna (W2x)                | Magdalena Fularczyk Julia Michalska (Tryton Poznań) | Magdalena Kemnitz Natalia Madaj (Posnania RBW Poznań) | Patrycja Pytel Agata Gramatyka (AZS AWF Warszawa) |
| dwójka bez sternika (W2-)            | Kamila Soćko Joanna Leszczyńska (WTW Warszawa) | Magdalena Korczak Anna Jankowska (Orzeł Wałcz) | Marlena Ertman Kinga Kantorska (WTW Włocławek) |
| dwójka podwójna wagi lekkiej (LW2x)  | Magdalena Łopato Monika Myszk (AZS AWFiS Gdańsk) | Weronika Deresz Agnieszka Renc (WTW Włocławek) | Sylwia Kalocińska Joanna Sudoł (Lotto Bydgostia WSG Bank Pocztowy Bydgoszcz) |
| czwórka podwójna (W4x)               | WTW Warszawa Agnieszka Renc Joanna Leszczyńska Kamila Soćko Weronika Deresz | AZS AWF Warszawa Sylwia Liskiewicz Katarzyna Witek Agata Gramatyka Patrycja Pytel                                                                                        | Lotto Bydgostia WSG Bank Pocztowy Bydgoszcz Anna Mocna Gabriele Albertviciute Linda Salltyte Natalia Maciukiewicz                                                                      |
| czwórka bez sternika (W4-)           | WTW Włocławek Marlena Ertman Katarzyna Wołna Marta Liniewska Kinga Kantorska | Lotto Bydgostia WSG Bank Pocztowy Bydgoszcz Anna Janicka Aneta Bełka Iwona Zygmunt Magdalena Janicka                                                                     | Lotto Bydgostia WSG Bank Pocztowy Bydgoszcz Magdalena Błoch Linda Kitowska Ewelina Sławińska Anna Mocna                                                                                |
| czwórka podwójna wagi lekkiej (LW4x) | AZS AWFiS Gdańsk Magdalena Pasińska Agnieszka Korol Magdalena Łopato Monika Myszk | WTW Warszawa Zuzanna Sójka Aleksandra Wesołowska Anna Tkaczuk Aleksandra Skrajna                                                                                         | Lotto Bydgostia WSG Bank Pocztowy Bydgoszcz Natalia Maciukiewicz Joanna Sudoł Marta Grzelczak Agnieszka Wałdoch                                                                        |
| ósemka (W8+)                         | Lotto Bydgostia WSG Bank Pocztowy Bydgoszcz Anna Janicka Aneta Bełka Iwona Zygmunt Magdalena Janicka Linda Kitowska Magdalena Błoch Ewelina Sławińska Magdalena Kubiak st. Paulina Górska | WTW Warszawa Anna Tkaczuk Aleksandra Skrajna Marta Kowalska Ewa Tymoszewska Katarzyna Walentynowicz Izabela Słoma Katarzyna Świątek Karina Leoniak st. Magdalena Pozorek | Posnania RBW Poznań Monika Zdrojewska Paulina Wojciechowska Aleksandra Deieling Teresa Neugebauer Paula Bednarz Paulina Staszewska Iwona Kwiatkowska Katarzyna Sammler st. Iwona Budna |

### Mężczyźni
| Konkurencja:                             | Złoto: | Srebro: | Brąz: |
| jedynka (M1x)                            | Mindaugas Griskonis (Lotto Bydgostia WSG Bank Pocztowy Bydgoszcz) | Michał Słoma (AZS UMK Energa Toruń) | Piotr Licznerski (AZS AWFiS Gdańsk) |
| jedynka wagi lekkiej (LM1x)              | Bartłomiej Leśniak (AZS AWF Kraków) | Mariusz Stańczuk (AZS AWF Warszawa) | Dawid Kalinowski (BTW Bydgoszcz) |
| dwójka podwójna (M2x)                    | Marek Kolbowicz Konrad Wasielewski (AZS Szczecin) | Piotr Licznerski Adam Korol (AZS AWFiS Gdańsk) | Karol Niziołek Marcin Brzeziński (WTW Warszawa) |
| dwójka bez sternika (M2-)                | Łukasz Kardas Dawid Pacześ (AZS Szczecin) | Piotr Buchalski Dominik Kubiak (PTW Płock) | Krystian Aranowski Rafał Hejmej (Zawisza Bydgoszcz) |
| dwójka ze sternikiem (M2+)               | Michał Stawowski Michał Szpakowski st. Paweł Lipowski (AZS UMK Energa Toruń)                                                                                                | Mateusz Jabłoński Jakub Skrabulski st. Emiliusz Suski (KTW Kalisz) | Michał Grzelak Tomasz Cichocki st. Patryk Krause (PTW Płock) |
| dwójka podwójna wagi lekkiej (LM2x)      | Artur Mikołajczewski Jerzy Kowalski (Gopło Kruszwica) | Michał Rychlicki Tomasz Mrozowicz (AZS AWFiS Gdańsk) | Piotr Luba Mariusz Stańczuk (AZS AWF Warszawa) |
| dwójka wagi lekkiej bez sternika (LM2-)  | Cezary Mrozowicz Robert Urbański (AZS AWFiS Gdańsk) | Adam Mrotek Marcin Szatkowski (Lotto Bydgostia) | Wojciech Wiercioch Szymon Fernholc (AZS Szczecin) |
| czwórka podwójna (M4x)                   | AZS Szczecin Paweł Cięszkowski Marek Kolbowicz Krzysztof Młynnik Konrad Wasielewski                                                                                         | Gopło Kruszwica Jerzy Kowalski Michał Wiliński Artur Mikołajczewski Arnold Sobczak | WTW Warszawa Adam Gregor Paweł Niziołek Karol Niziołek Marcin Brzeziński |
| czwórka bez sternika (M4-)               | Lotto Bydgostia WSG Bank Pocztowy Bydgoszcz Dariusz Radosz Sebastian Kosiorek Mikołaj Burda Wojciech Gutorski                                                               | PTW Płock Dawid Kubiak Radosław Klimkowski Piotr Buchalski Dominik Kubiak | AZS AWF Gorzów Wlkp. Arkadiusz Stępka Maciej Mattik Zbigniew Schodowski Piotr Hojka |
| czwórka ze sternikiem (M4+)              | Lotto Bydgostia WSG Bank Pocztowy Bydgoszcz Krzysztof Gwizdała Mateusz Hamerski Ryszard Ablewski Mirosław Kędzierski st. Rafał Woźniak                                      | AZS UMK Energa Toruń Sławomir Kruszkowski Paweł Zajdenc Jakub Jabłoński Piotr Juszczak st. Paweł Lipowski                                                                                          | PTW Płock Michał Grzelak Tomasz Cichocki Dawid Kubiak Radosław Klimkowski st. Patryk Krause |
| czwórka podwójna wagi lekkiej (LM4x)     | AZS UMK Energa Toruń Łukasz Pawłowski Szymon Wiśniewski Tomasz Majchrzak Jacek Majewski                                                                                     | AZS Szczecin Krzysztof Świerczek Kamil Tarnowski Grzegorz Mądry Paweł Cięszkowski | AZS AWFiS Gdańsk Tomasz Kaczorowski Piotr Abrahamczyk Michał Rychlicki Tomasz Mrozowicz |
| czwórka wagi lekkiej bez sternika (LM4-) | Lotto Bydgostia WSG Bank Pocztowy Bydgoszcz Łukasz Zub Łukasz Siemion Bartłomiej Pawełczak Miłosz Bernatajtys                                                               | Lotto Bydgostia WSG Bank Pocztowy Bydgoszcz Sebastian Krajewski Wojciech Jaźwiński Adam Marotek Marcin Szatkowski                                                                                  | AZS Politechnika Wrocław Mieczysław Maj Karol Szymerowski Michał Szczogiel Paweł Rańda |
| ósemka (M8+)                             | AZS UMK Energa Toruń Piotr Majewski Dariusz Juręczyk Jakub Jabłoński Michał Szapkowski Sławomir Kruszkowski Michał Słoma Michał Stawowski Piotr Juszczak st. Paweł Lipowski | Lotto Bydgostia WSG Bank Pocztowy Bydgoszcz Łukasz Siemion Karol Słoma Bartłomiej Pawełczak Miłosz Bernatajtys Dariusz Radosz Sebastian Kasiorek Mikołaj Burda Wojciech Gutorski st. Rafał Woźniak | Lotto Bydgostia WSG Bank Pocztowy Bydgoszcz Piotr Kwiatkowski Mateusz Rekowski Krzysztof Babik Krzysztof Gwizdała Mateusz Hamerski Ryszard Ablewski Mirosław Kędzierski Daniel Rosiński st. Jan Erdmann |